# Aspera
Aspera ist eine Datenübertragungs- und Streaming-Technologiefirma, die Services zur Hochgeschwindigkeitsübertragung großer Datenmengen zur Verfügung stellt. Aspera gehört zur Geschäftseinheit Cloud Computing von IBM. Das Fast and Secure Protocol (FASP) wurde von Aspera entwickelt. Die Technologie wird für weltweite Verfügbarkeit großer Streamingdienste wie Netflix oder Apple iTunes eingesetzt.

## Geschichte
Aspera wurde 2004 von Michelle Munson und Serban Simu mit dem Start ihres Hochgeschwindigkeitsprotokoll FASP gegründet. IBM übernahm Aspera im Januar 2014. Aspera gewann 2013 einen Engineering Emmy Award und 2014 einen Technology & Engineering Emmy Award.